# 青毛鼠
青毛鼠（学名：Berylmys bowersi）为鼠科巨鼠属的动物，分布于中国、印度、印尼、老挝、马来西亚、缅甸、泰国和越南。在中国大陆，分布于广西、西藏、贵州、安徽、云南、四川、江苏、广东、福建、湖南等地，多见于森林、田野。该物种的模式产地在云南户撒。

## 亚种
- 青毛鼠指名亚种（学名：Berylmys bowersii bowersi），Anderson于1879年命名。在中国大陆，分布于广西、西藏、贵州、安徽、云南、四川、江苏、广东、福建、湖南等地。该物种的模式产地在云南户撒。[3]